# Втори конгрес на Македонската патриотична организация
Вторият конгрес на Македонските политически организации (МПО) се провежда от 2 септември 1923 година в Индианаполис, Индиана, САЩ. Извършва се ревизия на устава, а всяка организация избира свои делегати за конгресите на съюза, като е решено на 30 души членове на братство да се пада по един делегат. Денят 24 май е определен за „Ден на Македония“, в който всеки член е длъжен да даде надницата си на организационната каса. Приема се МПО да остане независима от емигрантските организации в България, като същевременно съгласува политическите си акции с тях. На заседанията МПО „Правда“ участва с двама делегати.
Избрано е ръководство в състав Васил Ишков – президент на организацията, Атанас Лебамов - вицепрезидент, Майк Козма – ковчежник, Михаил Николов – секретар, Павел Ангелов от Чикаго – съветник.
Приета е специална резолюция за ревизия на международните договори по отношение на Македония.